# John Douglas Thompson
John Douglas Thompson (Bath, 1964) è un attore inglese con cittadinanza statunitense.
È stato candidato ai Tony Award e ha vinto due Drama Desk Award, due Obie Award, un Outer Critics Circle Award e un Lucille Lortel Award.

## Biografia
Thompson è nato a Bath, in Inghilterra, da genitori giamaicani, ed è cresciuto a Montreal, in Québec, e poi a Rochester, New York. Si è laureato al Le Moyne College di Syracuse, New York nel 1985, dove ha studiato marketing e business. All'inizio degli anni novanta ha lavorato come venditore ambulante di computer nel New England. Dopo aver perso il lavoro, Thompson decise di dedicarsi alla recitazione e si iscrisse al programma della Brown University a Providence, Rhode Island. Thompson iniziò ad apparire in una varietà di ruoli principali e secondari in tutto il New England, in particolare all'American Repertory Theater, al Shakespeare and Company, interpretando Otello alla Trinity Repertory Company, prima di raggiungere il successo di critica a New York.
Nel 2005 ha debuttato a Broadway, al fianco di Denzel Washington, nel ruolo di Flavio in Giulio Cesare, e in seguito ha interpretato Le Bret nella produzione di Broadway del 2007 di Cyrano de Bergerac, al fianco di Jennifer Garner e Kevin Kline. Thompson ha raccolto il plauso della critica per aver recitato nelle produzioni Off-Broadway di Otello e L'imperatore Jones. Ha vinto un Lucille Lortel Award e un Obie Award per la sua interpretazione in Otello, e ha ricevuto una nomination al Drama Desk Award per L'imperatore Jones. Ha recitato al fianco di Kate Mulgrew nel ruolo di Antonio in una produzione regionale di Antonio e Cleopatra a Hartford, nel Connecticut nel 2010. Ha interpretato Joe Mott in The Iceman Cometh a Chicago con Nathan Lane e Brian Dennehy e il tenente generale Paulsen in The Bourne Legacy. Thompson ha ricevuto recensioni entusiastiche per aver interpretato il ruolo di Louis Armstrong e di altri personaggi nella produzione Off-Broadway del 2014 della commedia con un solo attore Satchmo al Waldorf, che ha ripreso al Wallis Annenberg Center for the Performing Arts di Beverly Hills. Ha ricevuto un Drama Desk Award e un Outer Critics Circle Award per la sua performance da solista.

## Teatro
- Giulio Cesare, Flavio, Belasco Theatre, Broadway (2005)
- Cyrano de Bergerac, Le Bret, Richard Rodgers Theatre, Brodway (2007)

- Otello, Otello, The Duke on 42nd Street, Off-Broadway (2009)
- L'imperatore Jones, Irish Repertory Theatre, Off-Broadway (2009)
- Antonio e Cleopatra, Hartford Stage, Connecticut (2010)
- The Iceman Cometh, Goodman Theatre, Chicago (2012)
- A Time to Kill, John Golden Theatre, Broadway (2013)
- Satchmo at the Waldorf, Louis Armstrong, Westside Theatre, Off-Broadway (2014)
- Tamerlano il Grande, Tamerlano, Theatre for a New Audience, Off-Broadway (2014)
- Casa di bambola/Il padre, Torvald/Il Capitano, Theatre for a New Audience, Off-Broadway (2016)
- Jitney, Jim Becker, Samuel J. Friedman Theatre, Broadway (2017)
- Giulio Cesare, Cassio, Samuel J. Friedman Theatre, Broadway (2017)
- Carousel, Starkeeper, Imperial Theatre, Broadway (2018)